# Alphonse Gemuseus
Alphonse Gemuseus, né le 8 mai 1898 à Bâle, où il est mort le 28 janvier 1981, est un cavalier suisse de saut d'obstacles.

## Carrière
Alphonse Gemuseus participe sur le cheval Lucette aux Jeux olympiques d'été de 1924 à Paris : il y remporte la médaille d'or en saut d'obstacles individuel, et la médaille d'argent par équipe, militaire de carrière.
Il est aussi présent aux Jeux olympiques d'été de 1928 à Amsterdam : il termine huitième en saut d'obstacles individuel et également par équipe.

## Autres résultats
- Parcours de Chasse au concours hippique international de Genève en 1927, sur Lucette[2].
- Coupe des Nations au concours hippique international de Genève en 1927 (avec les capitaines Thommen et de Muralt, respectivement sur Pepita et Notas).
- Prix d'Ouverture au concours hippique international de Genève en novembre 1927 (sur Lucette, comme lieutenant)[3].
- Prix de la Cavalerie française, en janvier 1929 à Nice[4].
  - 2e au concours hippique international militaire de Genève, le 13 novembre 1929[5].
  - 3e au concours hippique international de Genève sur Lucette en 1927 (alors qu'il est lieutenant)[6].
  - 3e du Prix du Jura au concours hippique international de Genève en 1927, sur Galantin.
  - 3e du Prix du Salève au concours hippique international de Genève en 1928, sur Galantin et Lucette.
  - 3e ex æquo du Prix de Saint-Georges (parcours de chasse) au concours hippique international de Genève en 1928, sur Lucette[7].